# Katedralen i Pula

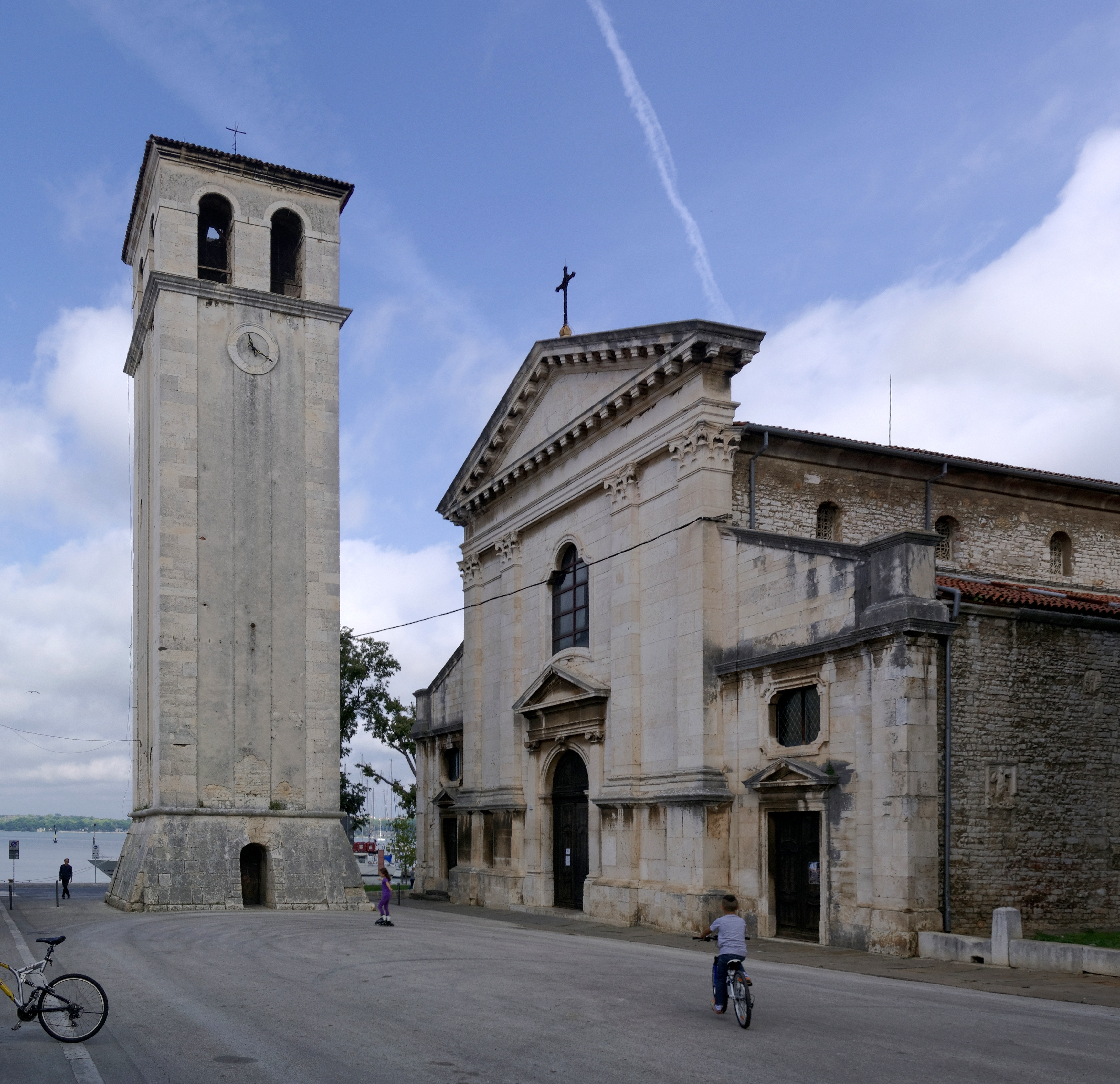
Katedralen i Pula

Katedralen i Pula eller Heliga Jungfru Marie himmelsfärds katedral, är en romersk-katolsk katedral i Pula, Kroatien.
Den äldsta kyrkan på platsen byggdes på 300-talet. Utseendet dagens katedral har fick den dock under början av 1700-talet. Pula fick sin första biskop, vid namn Antonius, som satt på biskopsstolen mellan åren 510 och 547. Pula stift slogs ihop med Poreč år 1828 och bildar därefter Poreč-Pula stift, där Eufrasiusbasilikan i Poreč är biskopens residens.